# 野田時寛
野田 時寛（のだ ときひろ、1951年 - ）は、日本の言語教育学者。

## 来歴
東京都に生まれる。東京都立秋川高等学校を経て、1982年に東京外国語大学を卒業した。引き続き同大学大学院に進み、 日本語学を専攻した。
1987年4月より、東京外国語大学附属日本語学校助教授に就任（1992年3月まで）。1993年4月より中央大学法学部に移り、2017年4月に教授（大学院人文社会アジア文化研究先行インド哲学仏教学講座教授）に昇進した。2018年中央大学退職。

## 著書
出典はreserchmap。
- 『日本語テストハンドブック』日本語教育学会編集、大修館書店1991年
- 『留学生のためのキャンパス・ジャパニーズ-大学に入って困らないために』専門教育出版、1992年
- 『日本語動詞文型用例辞典（試用版）』2014年
- 文法記述の諸相（中央大学人文科学研究業書 ISBN 978-48057-5339-2）

## 所属学会
- 日本語教育学会会員